# Eduard Heger
Eduard Heger, född 3 maj 1976 i Bratislava, dåvarande Tjeckoslovakien, är en är en slovakisk politiker inom partiet Vanligt folk (Obyčajní ľudia). Han är Slovakiens premiärminister sedan 1 april 2021 efter att tidigare ha varit finansminister från 21 mars 2020 till 1 april 2021.
Heger tillträdde som premiärminister efter att hans företrädare Igor Matovič avgick efter en regeringskris. Den utlöstes av Matovičs hantering av covid-19-pandemin och en upphandling av vaccinet Sputnik V från Ryssland som genomfördes utan att informera koalitionsparterna i regeringen.